# Guerra comercial entre Estados Unidos y la Unión Europea
El 26 de febrero de 2025, el presidente de los Estados Unidos, Donald Trump, anunció el plan de su administración de imponer un arancel del 25 % y hasta del 50 % a los bienes importados de la Unión Europea. El anuncio se produjo después de varios anuncios de política comercial proteccionista por parte de la administración Trump. Se trata del mayor deterioro en las relaciones Estados Unidos-Unión Europea desde la primera presidencia de Donald Trump. En respuesta, la Comisión Europea presidida por Ursula von der Leyen, se abrió a negociar un acuerdo con los EE. UU., pero advirtió de duras represalias si las negociaciones fracasaban.

## Fondo
La Unión Europea es el tercer socio comercial más importante de los Estados Unidos. Según los analistas económicos, la aplicación de aranceles amplios a los productos de la Unión Europea podría tener un impacto potencial de cientos de miles de millones de dólares en el comercio entre los Estados Unidos y las naciones europeas.
Los aranceles amenazados por la Unión Europea se produjeron en medio de un patrón más amplio de anuncios de política comercial proteccionista por parte de la administración Trump a principios de 2025. Antes del anuncio de la Unión Europea, la administración ya había declarado planes para implementar aranceles del 25% a los dos socios comerciales más grandes de los Estados Unidos, Canadá y México.

## Aranceles
Durante su reunión de gabinete del 26 de febrero, el presidente Trump declaró que su administración había «tomado una decisión» con respecto a la política comercial con la Unión Europea y que la «anunciaría muy pronto». Especificó que se planea aplicar una tasa arancelaria del 25% contra las importaciones de la Unión Europea «de manera general», y mencionó a los fabricantes de automóviles como posibles objetivos. Durante sus comentarios, el presidente Trump dijo que la Unión Europea había sido «formada para fastidiar a los Estados Unidos».
Impacto
Según las estimaciones de la Unión Europea, el impacto de los aranceles propuestos para 2025 sería aproximadamente cuatro veces mayor que los impuestos en 2018. Los funcionarios del departamento de Comercio de la Comisión Europea señalaron que el impacto esperado de aproximadamente 28 mil millones de euros sería aproximadamente cuatro veces mayor que la ronda anterior de aranceles al sector metalúrgico. El comisario de Comercio y Seguridad Económica, Maroš Šefčovič, indicó que la situación seguía siendo fluida, con posibles cambios en los detalles y el alcance de los aranceles aún posibles antes de su implementación. El índice STOXX Europe 600 cayó un 0,8% tras el anuncio.
El Instituto Kiel para la Economía Mundial estimó que los aranceles causarían una contracción de la economía de la Unión Europea del 0,4% y de la economía de los Estados Unidos del 0,17%.